# Biblioteca òptica
Una biblioteca òptica (anglès.optic library, optic jukebox) és un dispositiu, que permet organitzar un conjunt (o biblioteca) de discs òptics (discs magnetoòptics, CD-ROM's, DVD's) permetent una selecció automàtica d'unitats i la integració de dades dels recursos emmagatzemats com un sistema informàtic únic. Normalment són dades poc utilitzades, són accedides a baixa velocitat. Es complementen i serveixen de backup als mitjans emmagatzemament ràpids on només s'hi emmagatzemen les dades que s'han de llegir i modificar més sovint.

## Història
Un dels primers exemples d'un Jukebox òptic fou el dispositiu dissenyat i construït al Royal Aeroespatial Establishment a Farnborough, Anglaterra. La unitat tenia caps bessons de lectura/escriptura sobre discs WORM de 12" i els carrusels eren mogut amb actuadors pneumàtics. Va ser produït per substituir els dispositius de cinta magnètica de 1/2 polzada que estaven sent utilitzats per emmagatzemar les dades enviades per satèl·lit.